# Tomopteris nisseni
Tomopteris nisseni är en ringmaskart som beskrevs av Karel Rosa 1908. Tomopteris nisseni ingår i släktet Tomopteris och familjen Tomopteridae. Arten har ej påträffats i Sverige. Inga underarter finns listade i Catalogue of Life.